# Mistrzostwa Rumunii w rugby union (1919)
Mistrzostwa Rumunii w rugby union 1919 – czwarte mistrzostwa Rumunii w rugby union.
W latach 1917–18 zawody nie odbyły się z powodu uczestnictwa Rumunii w I wojnie światowej. 
W zawodach uczestniczyły trzy drużyny: AP Stadiul Român București, SSEF București i TCR București. Wyniki poszczególnych meczów:
- Stadiul Român - TCR 27:3
- Stadiul Român - SSEF 9:9
- SSEF - TCR 9:5

Drużyny Stadiul Român i SSEF București uzyskały taką samą liczbę punktów, więc do wyłonienia mistrza kraju potrzebny był dodatkowy mecz, rozegrany 23 listopada, z którego zwycięsko wyszli gracze Stadiul Român.